# The Diplomat - Bucharest
The Diplomat - Bucharest este o revistă din România, tipărită în limba engleză.